# NGC 5665
NGC 5665 este o interacțiune de galaxii situată în constelația Boarul. A fost descoperită în 30 ianuarie 1784 de către William Herschel. Se află la o distanță de 17,62 megaparseci de Pământ.